# Dalworthington Gardens
Dalworthington Gardens – miasto w Stanach Zjednoczonych, w stanie Teksas, w hrabstwie Tarrant.